# (48171) Juza
(48171) Juza est un astéroïde de la ceinture principale.

## Description
(48171) Juza est un astéroïde de la ceinture principale. Il fut découvert le 23 avril 2001 à l'observatoire d'Ondřejov par Petr Pravec et Peter Kušnirák. Il présente une orbite caractérisée par un demi-grand axe de 2,40 UA, une excentricité de 0,05 et une inclinaison de 1,9° par rapport à l'écliptique.

## Compléments